# Alçay-Alçabéhéty-Sunharette
Alçay-Alçabéhéty-Sunharette – miejscowość i gmina we Francji, w regionie Nowa Akwitania, w departamencie Pireneje Atlantyckie.
Według danych na rok 1990 gminę zamieszkiwały 273 osoby, a gęstość zaludnienia wynosiła 8 osób/km² (wśród 2290 gmin Akwitanii Alçay-Alçabéhéty-Sunharette plasuje się na 906. miejscu pod względem liczby ludności, natomiast pod względem powierzchni na miejscu 235.).
| 1901 | 1962 | 1968 | 1975 | 1982 | 1990 | 1999 |
| ---- | ---- | ---- | ---- | ---- | ---- | ---- |
| 571  | 354  | 298  | 262  | 283  | 273  | 246  |